# 斉藤壮馬 Strange dayS
『斉藤壮馬 Strange dayS』（さいとうそうま ストレンジデイズ）は、2021年1月1日から2025年3月28日まで超!A&G+で配信され、2025年4月4日から文化放送地上波で放送されているラジオ番組。パーソナリティは声優の斉藤壮馬。

## 概要
「気になるを気にする」をコンセプトに、日々の生活の中で普段から気になる事が多い斉藤壮馬が感じる疑問やわくわくを話しつつ、リスナーが気になるとされる、斉藤についての質問にも回答するといったものである。
2021年7月22日からはABEMAでの配信が開始され、アーカイブも公開されるようになった。また、ABEMAプレミアム会員向けには初回から最新回までのアーカイブが公開されている。なお、ABEMAでは映像付きで配信されている。
2023年3月31日より、文化放送地上波でも超!A&G+で配信されたもののリピート放送が開始され、このリピート放送は東海ラジオにも同時ネットされたが、6月30日をもって地上波放送は終了した。
本番組開始から2025年3月28日までは超!A&G+にて配信されていたが、超!A&G+のサービス終了に伴い、2025年4月4日からは文化放送地上波での本放送に移行した。

## 放送・配信時間
文化放送（地上波）
- 2025年4月4日 - ：金曜 21:30 - 22:00

ABEMAアニメ LIVEチャンネル
- 2025年4月5日 - ：土曜 0:30 - 1:00（金曜深夜）
  - 配信終了後にABEMAビデオにてアーカイブを公開（1週間無料、それ以降はABEMAプレミアム会員限定）。

### 過去の放送・配信時間
超!A&G+
- 本配信
  - 2021年1月1日 - 2025年3月28日：金曜 23:00 - 23:30
- リピート配信
  - 2021年9月27日 - 2023年3月27日：月曜 11:00 - 11:30
  - 2023年4月3日 - 2024年3月25日：月曜 16:30 - 17:00
  - 2024年4月2日 - 2025年3月25日：火曜 18:30 - 19:00
  - 2024年7月4日 -  12月26日：木曜 19:00 - 19:30）

ABEMAアニメ LIVEチャンネル
- 2021年7月23日 - 2025年3月28日：金曜 1:20 - 1:50（木曜深夜）

文化放送（地上波）
- 2023年3月31日 - 6月30日：金曜 2:00 - 2:30（木曜深夜）

東海ラジオ
- 2025年3月31日 - 6月30日：金曜 2:00 - 2:30（木曜深夜）

## 代打パーソナリティ
- 第57回・第58回（2022年1月28日・2月4日） - 中島ヨシキ（斉藤がコロナウイルス感染のため）[8]

## ゲスト
- 第53回（2022年1月1日[注 1]） - 櫻井孝宏[10]
- 第69回（2022年4月22日） - 江口拓也[11]
- 第100回（2022年11月25日）- Eve[12]
- 第121回（2023年4月21日） - オーイシマサヨシ[13]
- 第127回（2023年6月2日）- Saku[14]
- 第173回（2024年4月19日） - 藤巻亮太[15]
- 第225回（2025年4月18日） - 内田雄馬[16]
- 第230回（2025年5月23日） - 山下誠一郎[17]